# Mission: Impossible – Titkos nemzet
A Mission: Impossible – Titkos nemzet egy 2015-ben bemutatott amerikai akció-kalandfilm, mely az 1996-os Mission: Impossible sorozaton alapuló ötödik mozifilm. A film rendezője és forgatókönyvírója Christopher McQuarrie. Tom Cruise ötödször játssza Etan Hunt ügynököt, rajta kívül Jeremy Renner, Simon Pegg, Rebecca Ferguson, Ving Rhames, Sean Harris, Simon McBurney és Alec Baldwin alakítják a fontosabb szerepeket.

## Cselekmény
|  | Alább a cselekmény részletei következnek! |

Hunt ügynök mostani kalandja egy titkos földalatti szervezet, a Szindikátus felkutatása körül zajlik. Dolgát nehezíti, hogy Alan Hunleynek, a CIA igazgatójának nyomására, aki szerint az IMF akciói felelőtlenek és veszélyesek, felfüggesztik az IMF működését és az a CIA felügyelete alá kerül. Hunt azonban a maga szakállára tovább nyomoz. Egyetlen nyoma a szervezethez egy titokzatos nő, aki egyszer már segített rajta, és egy hidegvérű, szemüveges férfi. Hónapokkal később Hunt Bécsbe csalja kollégáját és barátját, Benji Dunnt, mert az ottani operaházban várható a férfi feltűnése, és ehhez szüksége van a segítségére.
Az akció közben azonban megjelenik a nő és több orgyilkos is, akik az osztrák kancellár ellen készülnek merényletre. Miután sikerül szabotálni a merényletkísérleteket, Hunt és a nő közösen menekülnek el Benjivel, de közben a kancellár autója is felrobban, így mégis életét veszti. Kiderül, hogy a nő Ilsa Faust, a brit titkosszolgálat ügynöke, aki beépült a Szindikátusba, hogy elnyerje annak vezetője, a szemüveges Solomon Lane bizalmát és a kancellár elleni merénylet lett volna a „vizsgafeladata”, a bomba pedig biztosíték volt. Miután álcáját megőrizve sikerül Huntéktól megugrania, Hunt elmondja Benjinek, hogy a Szindikátus különböző ügynökségek eltűntnek vagy holtnak nyilvánított ügynökeiből áll, akik egyfajta antititkosszolgálatként működtetik a Szindikátust, mely titkos terrorszervezetként globális kríziseket okoz. Újabb információk alapján nemsokára Marokkóban találkoznak Ilsával, aki elárulja, hogy Lane is a brit titkosszolgálat ügynöke volt, és a szervezetet kompromittáló létfontosságú információk egy ottani szuperbiztos adatbankban rejtőznek, aminek a megszerzéséhez újabb lehetetlen küldetést kell közösen végrehajtania Huntnak és Ilsának.
Miután nagy nehézségek árán sikerül megszerezni az adatokat, Faust megszökik az adatcsomaggal Huntéktól és Lane embereitől is, mert mint kiderül a brit titkosszolgálattól kapott megbízást a csomag leszállítására. Közben Hunthoz és Benjihez társul William Brandt és Luther Stickell is, hogy közösen járjanak az ügy végére. Faustnak vissza kell mennie Lane-hez az adatcsomaggal, de kiderül, hogy az üres, viszont Benji korábban lemásolta azt, így Huntéknak még megvan minden információ. Lane azonban nem tétlenkedik és elraboltatja Benjit, hogy az életével zsarolva kényszerítse Huntot, hogy a kikódolt adatcsomagot hozza el neki. A feladat nem egyszerű, mivel ahhoz csak a brit miniszterelnök írisze, tenyérlenyomata, és egy általa elmondott szövegrészlet fejében lehet hozzáférni.
Huntéknak egy vakmerő akcióval, melyben akaratán kívül Hunley CIA-igazgatót is felhasználják, sikerül kikódoltatniuk az adatcsomagot. Ekkor válik a kezdettől szkeptikus Hunley számára is világossá, hogy Huntnak igaza volt, a Szindikátus valóban létezik, miután ezt a brit miniszterelnök is megerősít, bár elmondása szerint ez csak egy kísérlet volt egy minden hatalom felett álló önbíráskodó szervezet létrehozására, amit közvetlenül a miniszterelnök irányított volna, de ő elutasította ezt a projektet. Azonban Atlee igazgató, a brit titkosszolgálat vezetője titokban mégis létrehozta azt a miniszterelnök elutasítása ellenére is, csakhogy Lane ügynök önállósította magát és magához ragadta a szervezet irányítását, Atlee ezért el akarta tussolni a Szindikátus létezését, emiatt törölte titokban az Ilsa által leszállított adatcsomagot is.
Lane-nek az adatcsomagban rejlő 2,4 milliárd font sterling kell, amivel a szervezetet akarták volna fenntartani, Hunt azonban tönkreteszi a csomagot. Találkozik Ilsával és a robbanómellénnyel felszerelt Benjivel, de közli a Benjin keresztül kommunikáló Lane-nel, hogy az adatcsomagot tönkretette, így csak ő tud a pénzhez hozzáférni. Lane végül belemegy, hogy elengedi Benjit, Hunt és Ilsa viszont elmenekülnek, miközben kiiktatják Lane őket üldöző embereit. Végül maga Lane is megjelenik és üldözőbe veszi Huntot, aki csapdába csalja és egy plexikalitkába zárja. Ilsa elköszön Hunttól, Hunley igazgató pedig megváltoztatva véleményét újra működésbe helyezi az IMF-et. 
|  | Itt a vége a cselekmény részletezésének! |

## Szereplők
| Szerep          | Színész          | Magyar hang     |
| --------------- | ---------------- | --------------- |
| Ethan Hunt      | Tom Cruise       | Széles Tamás    |
| Ilsa Faust      | Rebecca Ferguson | Huszárik Kata   |
| Benji Dunn      | Simon Pegg       | Görög László    |
| William Brandt  | Jeremy Renner    | Dányi Krisztián |
| Solomon Lane    | Sean Harris      | Kárpáti Levente |
| Alan Hunley     | Alec Baldwin     | Csankó Zoltán   |
| Luther Stickell | Ving Rhames      | Bognár Tamás    |
| Atlee           | Simon McBurney   | Schnell Ádám    |
| Janik Vinter    | Jens Hultén      | Zöld Csaba      |
| Miniszterelnök  | Tom Hollander    | Forgács Péter   |